# Architetture civili di Roma

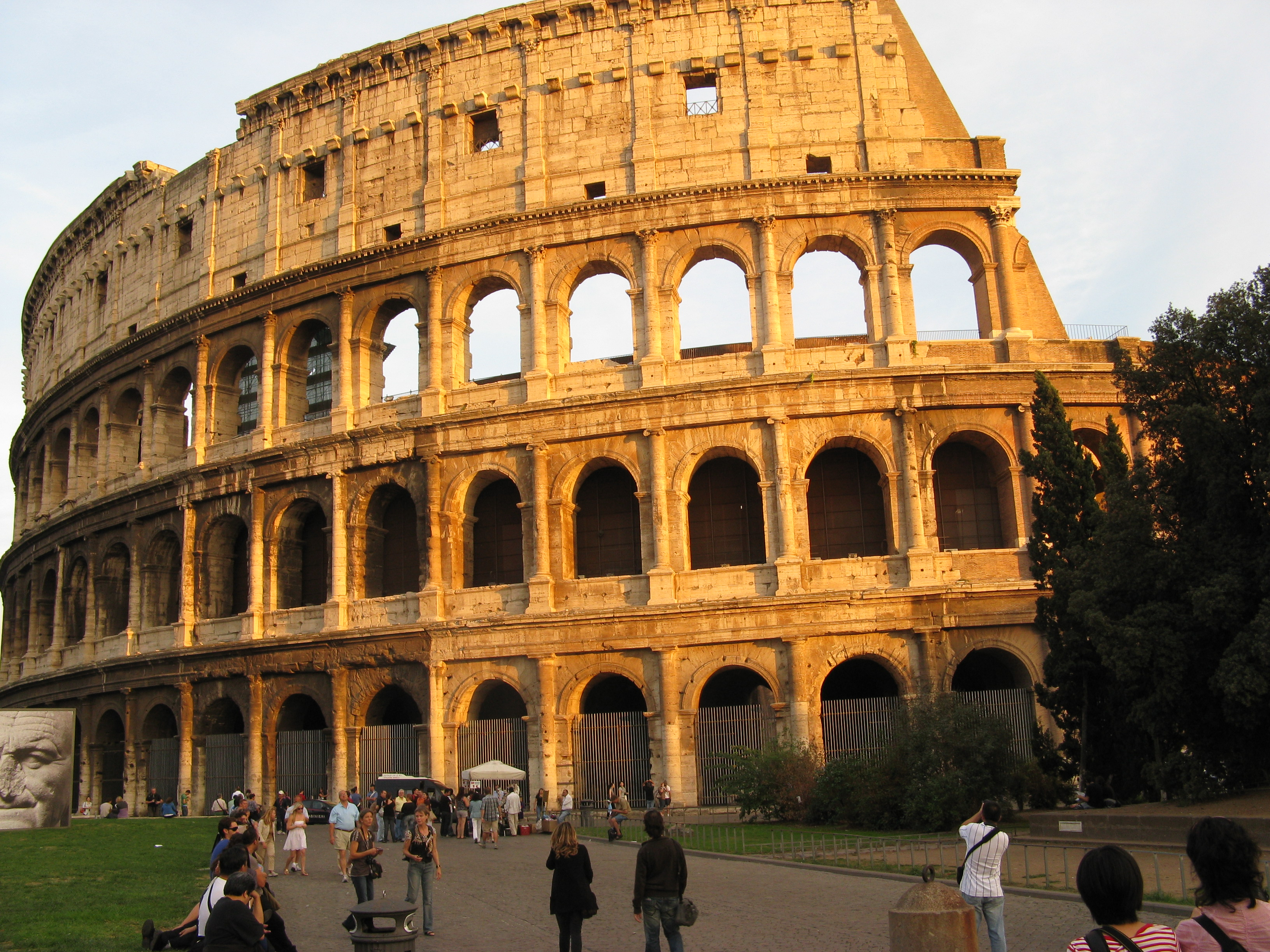
L'anfiteatro Flavio, conosciuto come Colosseo, simbolo di Roma ed emblema della cultura mondiale

Le architetture civili di Roma consistono in diverse centinaia di edifici (palazzi, ville, teatri, terme, alberghi storici) e altri monumenti (fontane, acquedotti, ponti, archi) che accompagnano la storia della città da circa 28 secoli: dall'arx Capitolina e le domus dell'antica Roma ai palazzi signorili dell'età medievale, dalle lussuose ville della Roma pontificia alle costruzioni moderne che caratterizzano l'EUR e i quartieri più recenti.

## Palazzi

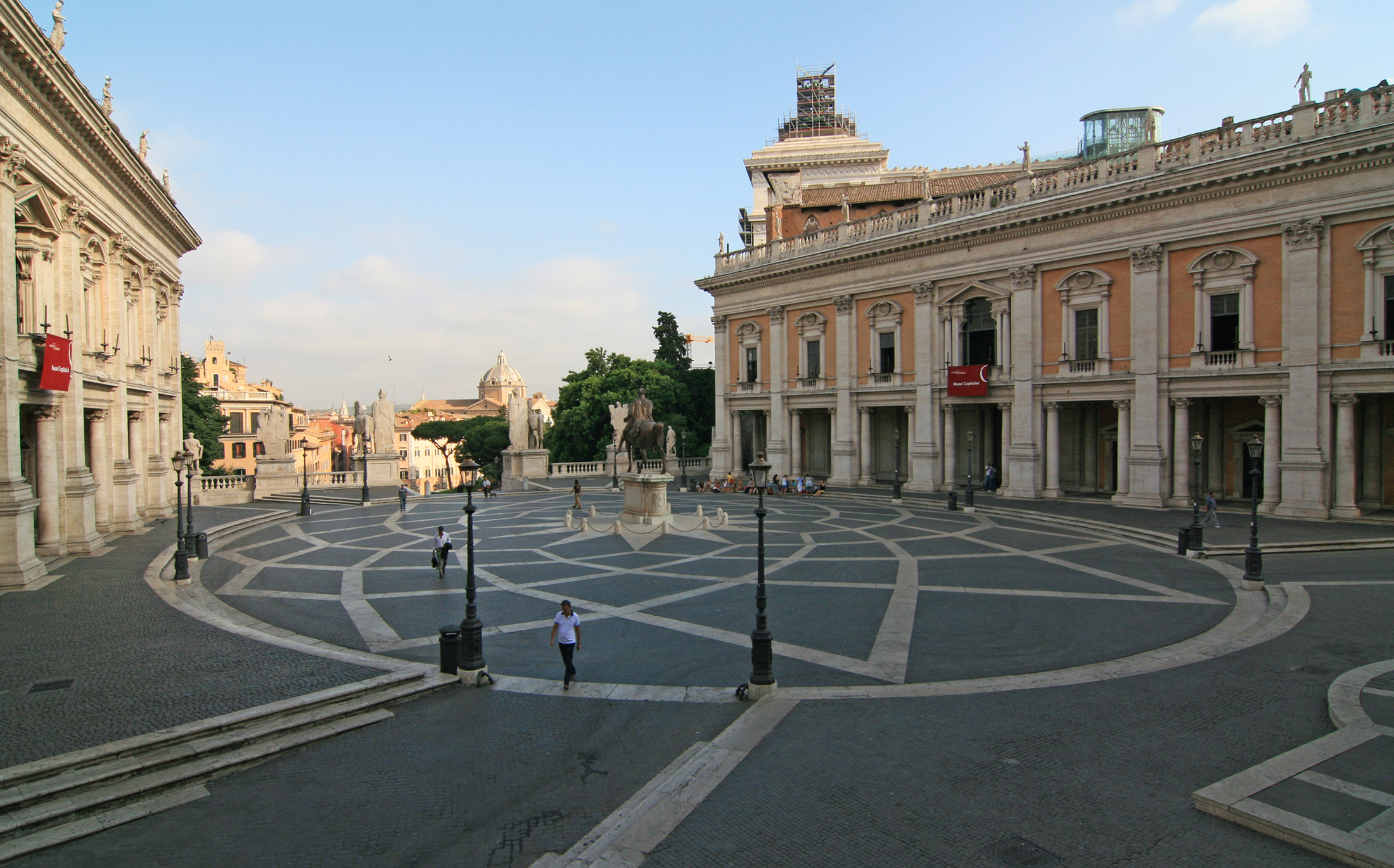
Piazza del Campidoglio

### Campidoglio
Il Campidoglio (in latino Capitolium) è la sede del Comune di Roma. Nell'omonima piazza, progettata da Michelangelo, sono situati il Palazzo Senatorio, sede di rappresentanza del Comune di Roma, il Palazzo dei Conservatori ed il Palazzo Nuovo, sedi dei musei capitolini. Il Palazzo Senatorio fu ricostruito sui resti dell'antico Tabularium (che ospitava gli archivi pubblici dello Stato romano); il Palazzo dei Conservatori ha origini medievali, mentre il Palazzo Nuovo fu progettato da Michelangelo ma realizzato sotto la direzione di Girolamo Rainaldi.

### Palazzi storici

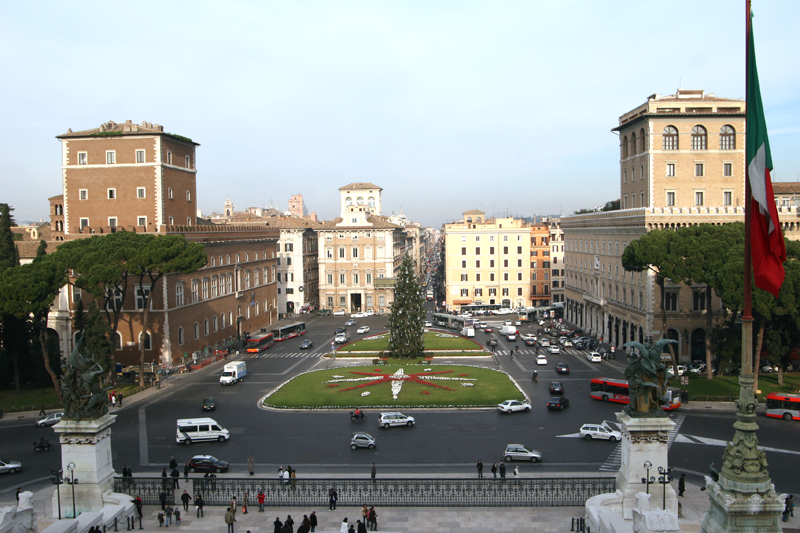
Piazza Venezia e, a sinistra, l'omonimo palazzo

Roma ospita numerosi palazzi nobiliari, sede delle famiglie dei signori e dei papi che esercitarono il proprio potere nella città. Palazzo Venezia, sito tra piazza Venezia e via del Plebiscito, fu costruito su commissione del cardinale veneziano Pietro Barbo (futuro papa Paolo II); nel corso dei secoli fu sede papale, sede dell'ambasciata della Repubblica di Venezia in Roma, sede dell'ambasciata austriaca e quartier generale di Benito Mussolini; attualmente ospita il Museo nazionale del Palazzo di Venezia e la Biblioteca di archeologia e storia dell'arte.
Palazzo Farnese, edificio rinascimentale cinquecentesco, è sito nell'omonima piazza e fu costruito per incarico del cardinale Alessandro Farnese, futuro papa Paolo III. Palazzo della Cancelleria è situato nell'omonima piazza, tra Corso Vittorio Emanuele II e Campo de' Fiori; ospita i massimi tribunali della Santa Sede (la Rota Romana e la Segnatura Apostolica). Palazzo Wedekind, sito in piazza Colonna, risale alla seconda metà del Seicento ma fu fatto ricostruire nel 1838; attualmente ospita la sede de Il Tempo.
Palazzo Chigi-Odescalchi, ubicato in piazza Santi Apostoli, fu di proprietà delle famiglie Colonna, Ludovisi, Chigi e Odescalchi. Negli anni sessanta del XVII secolo fu oggetto di una significativa trasformazione ad opera di Gian Lorenzo Bernini. Le facciate dell'edificio si presentano in stile barocco e neorinascimentale. Palazzo Altieri, sito tra via del Plebiscito e piazza del Gesù, fu residenza della famiglia Altieri; attualmente è sede di alcune banche e condominio.
Palazzo Colonna, documentato dal XII secolo, occupa un intero isolato compreso tra piazza Santi Apostoli, via Nazionale, via IV Novembre e via della Pilotta. Fu residenza della nobile famiglia dei Colonna, i cui membri discendevano dai conti di Tuscolo. Palazzo Corsini alla Lungara, situato nel rione di Trastevere, fu costruito per volere del cardinale Nero Corsini (nipote di papa Clemente XII) nella prima metà del XVIII secolo. Si presenta come una vera e propria reggia ed oggi ospita la Galleria Corsini e la sede dell'Accademia dei Lincei; nel giardino ha sede l'Orto botanico di Roma.
Palazzo Barberini fu costruito tra il 1625 ed il 1633. Si trova in via delle Quattro Fontane, nei pressi di piazza Barberini. Fu sede della famiglia nobile dei Barberini e oggi ospita parte della galleria nazionale d'arte antica e l'Istituto italiano di numismatica. Palazzo Boccapaduli Gentili Del Drago è sito in via San Nicola in Arcione; risale al Settecento e fu residenza delle nobili famiglie dei Boccapaduli, dei Del Drago e dei Gentili.

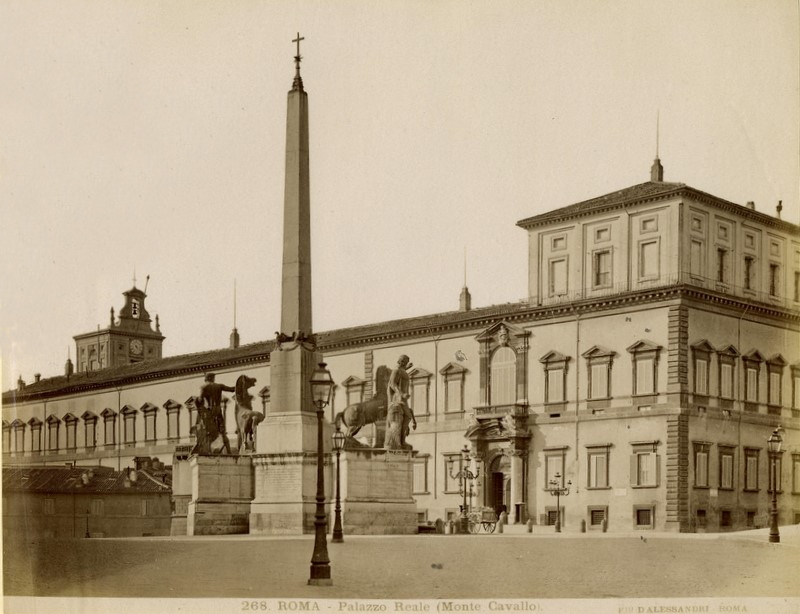
Palazzo del Quirinale, sede del presidente della Repubblica Italiana

### Palazzi delle istituzioni
Essendo capoluogo della città metropolitana di Roma Capitale, della regione Lazio e capitale della Repubblica Italiana, Roma ospita numerosi palazzi istituzionali. Palazzo del Quirinale è sede della Presidenza della Repubblica; fu costruito nel XVI secolo e fu residenza Papale e dei Re d'Italia. Palazzo Madama è sede del Senato della Repubblica; fu costruito alla fine del XV secolo e fu residenza della famiglia Medici. Palazzo Montecitorio è sede della Camera dei deputati; fu costruito nel XVII secolo e fu sede della Curia pontificia e del Governatorato di Roma. Palazzo Chigi è sede del Governo italiano; fu costruito nel XVI secolo e fu residenza della famiglia Aldobrandini e sede dell'ambasciata di Spagna e dell'ambasciata dell'Impero austro-ungarico.
Palazzo del Viminale è sede del Ministero dell'interno; Palazzo della Farnesina è sede del Ministero degli affari esteri e della cooperazione internazionale; Palazzo Piacentini in via Veneto, già sede del Ministero delle corporazioni, oggi del Ministero dello sviluppo economico; Palazzo Piacentini in via Arenula, sede del Ministero della giustizia; Palazzo dell'Agricoltura è sede del Ministero delle politiche agricole alimentari e forestali; Palazzo Baracchini è sede del Ministero della difesa; Palazzo delle Finanze è sede del Ministero dell'economia e delle finanze.
Palazzo Valentini, già sede della provincia di Roma e oggi sede della città metropolitana di Roma Capitale e della prefettura, è sito in via IV Novembre e risale al XVI secolo. Palazzo Koch, sede della Banca d'Italia, è sito in via Nazionale; in stile neorinascimentale, fu costruito nella seconda metà dell'Ottocento. Palazzo dei Marescialli, sede del Consiglio superiore della magistratura, è sito in piazza dell'Indipendenza. Palazzo della Consulta, sede della Corte costituzionale, fu finito di costruire nel 1737; Palazzo Spada, sede del Consiglio di Stato, è sito nel rione Regola: risale al XVI secolo, quando venne costruito per il cardinale Girolamo Capodiferro. Il Palazzo di Giustizia, detto Palazzaccio, è sede della Corte suprema di cassazione.

## Carceri
Gli istituti penitenziari di maggior rilievo architettonico sono il palazzo di Regina Coeli, edificio seicentesco convertito in carcere nel 1881 che può contenere oltre 1000 mille detenuti, e il moderno carcere di Rebibbia, in funzione dal 1975, che può contenere anch'esso centinaia di detenuti.

## Terme

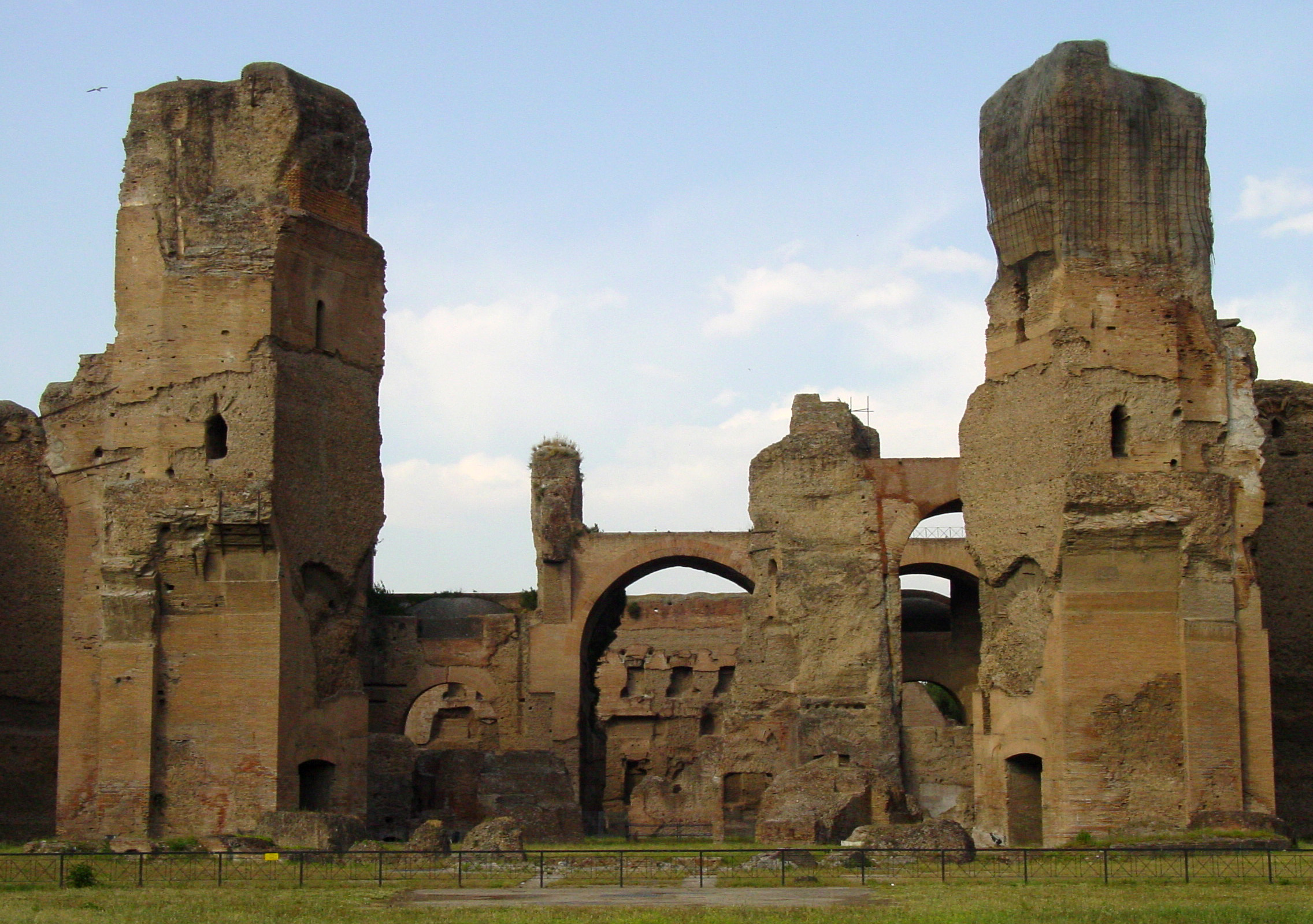
Le terme di Caracalla

## Archivi
- Tabularium

## Ville

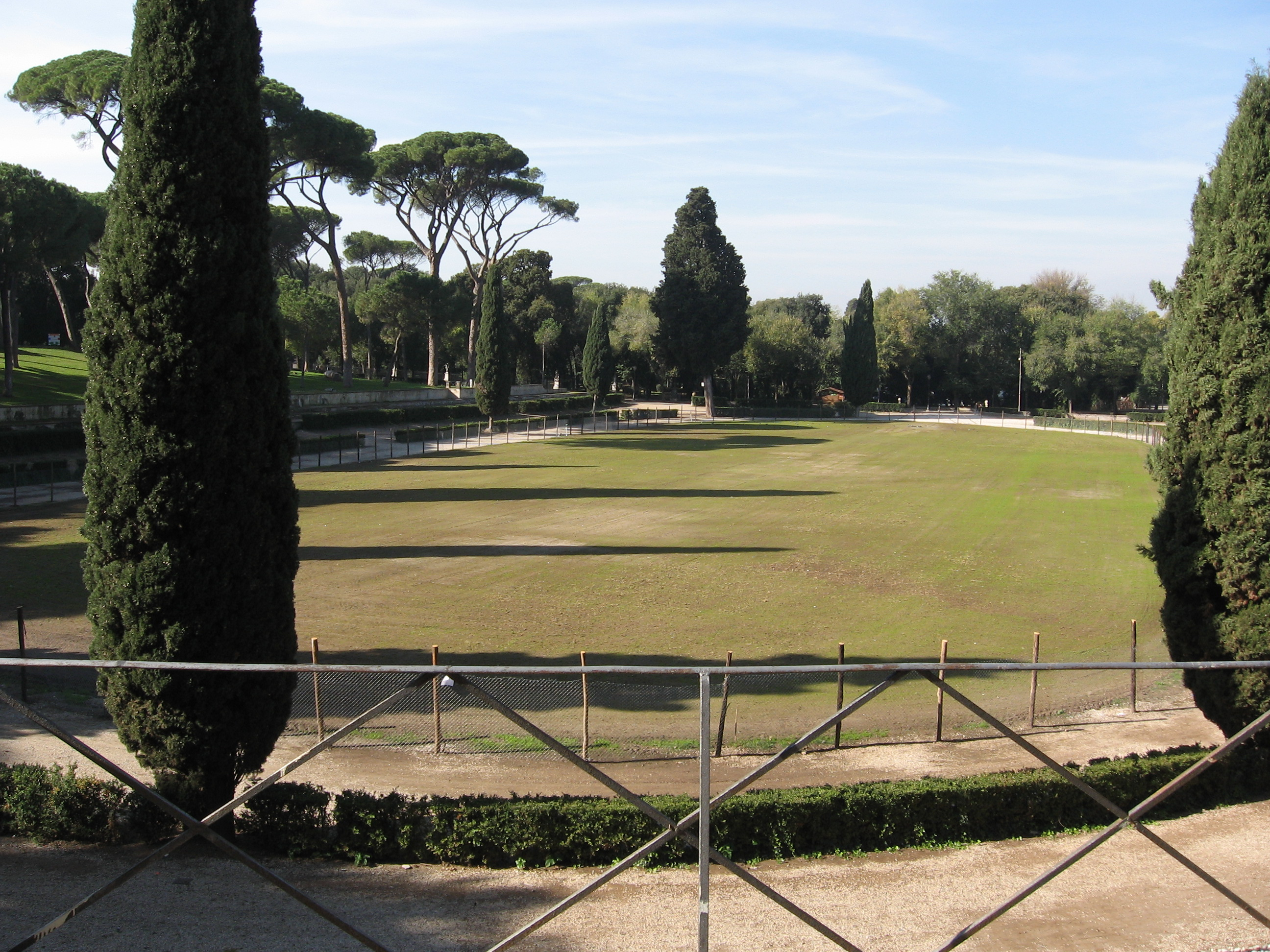
Piazza di Siena a Villa Borghese

Ville, parchi pubblici e aree protette hanno un grande spazio nel tessuto urbano: Roma non a caso vanta il primato di capitale europea con il più alto numero di ettari riservati al verde. Questi sono alcuni dei numeri che l'attestano: più di 90.000 ettari di verde, circa il 68% del suo territorio, 2.000 kilometri di alberature stradali e un gran numero di parchi e giardini pubblici dislocati sul tutto il territorio urbano. La parte più nota di questo verde è rappresentato dal grande numero di ville e giardini facenti parte nel passato di dimore nobiliari, i più antichi risalenti al XVI secolo; ma la tradizione del verde nella città ha radici molto più antiche, e può essere fatta risalire ai giardini urbani di proprietà dei personaggi di spicco della Roma antica (gli horti).
La più grande villa romana è Villa Doria Pamphilj, che parte dalla Città del Vaticano per arrivare quasi fino al Grande Raccordo Anulare, lungo la via Aurelia; la seconda villa per grandezza è villa Ada Savoia, lungo la via Salaria, un tempo residenza e tenuta di caccia dei Savoia; terza è la villa Borghese, grande parco centrale del quale il Pincio, con Villa Medici (sede dell'Accademia di Francia), costituisce la sezione entro le mura. Al suo interno si trovano la collezione di arte rinascimentale e barocca della Galleria Borghese, il Museo Canonica, il Museo Bilotti, il Bioparco.
La villa Farnesina, in via della Lungara, ospita l'Accademia dei Lincei: all'interno del palazzo cinquecentesco sono presenti alcuni affreschi di Raffaello; villa Giulia, in prossimità di piazzale delle Belle Arti, ospita il museo nazionale etrusco; Villa Torlonia, lungo via Nomentana, fu residenza romana di Mussolini. Ospita tre edifici, di cui due in stile neoclassico ed uno (la casina delle Civette) in stile liberty. Quest'ultimo ospita anche un museo, (Museo Casina delle Civette), mentre nel casino nobile è allocato il Museo della Scuola romana.

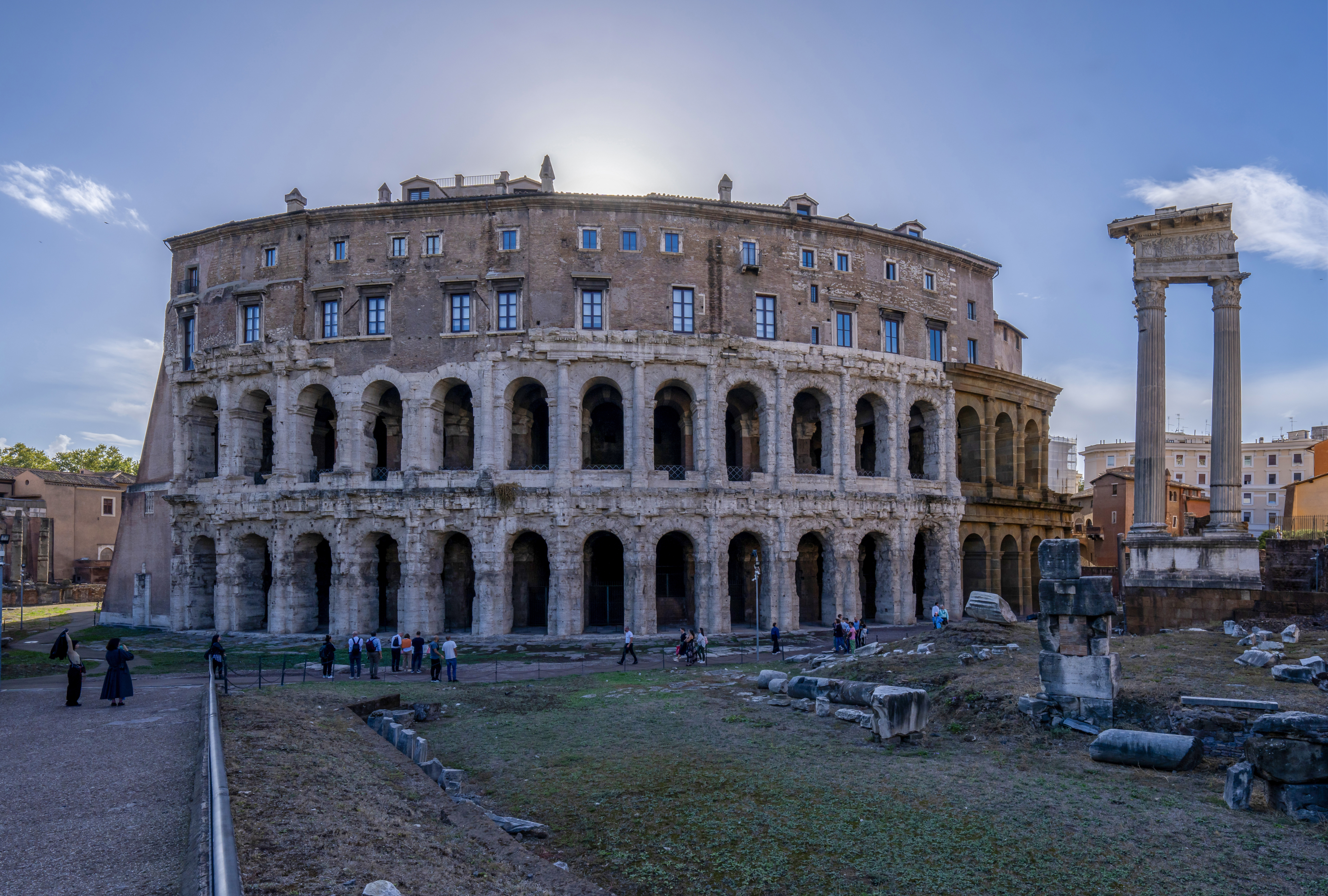
L'antico teatro di Marcello

## Teatri ed anfiteatri
Nel corso della sua millenaria storia, la città di Roma è stata sede di centinaia di teatri ed altri edifici ad uso spettacolo (circhi, anfiteatri).
I principali teatri della Roma antica erano il teatro di Pompeo, il teatro di Marcello, il teatro di Balbo ed il teatro romano di Ostia antica, tuttora funzionante. I maggiori anfiteatri erano l'anfiteatro di Statilio Tauro, l'anfiteatro castrense e l'anfiteatro Flavio, noto come Colosseo ed ancora oggi saltuariamente utilizzato per rappresentazioni teatrali e concerti.
I principali teatri moderni sono: il Teatro dell'Opera, il Teatro Argentina, il Teatro Sistina, il Teatro Eliseo, il Teatro Valle, il Teatro Quirino, la Sala Umberto, il Teatro Ambra Jovinelli e il Teatro Brancaccio.

## Fontane

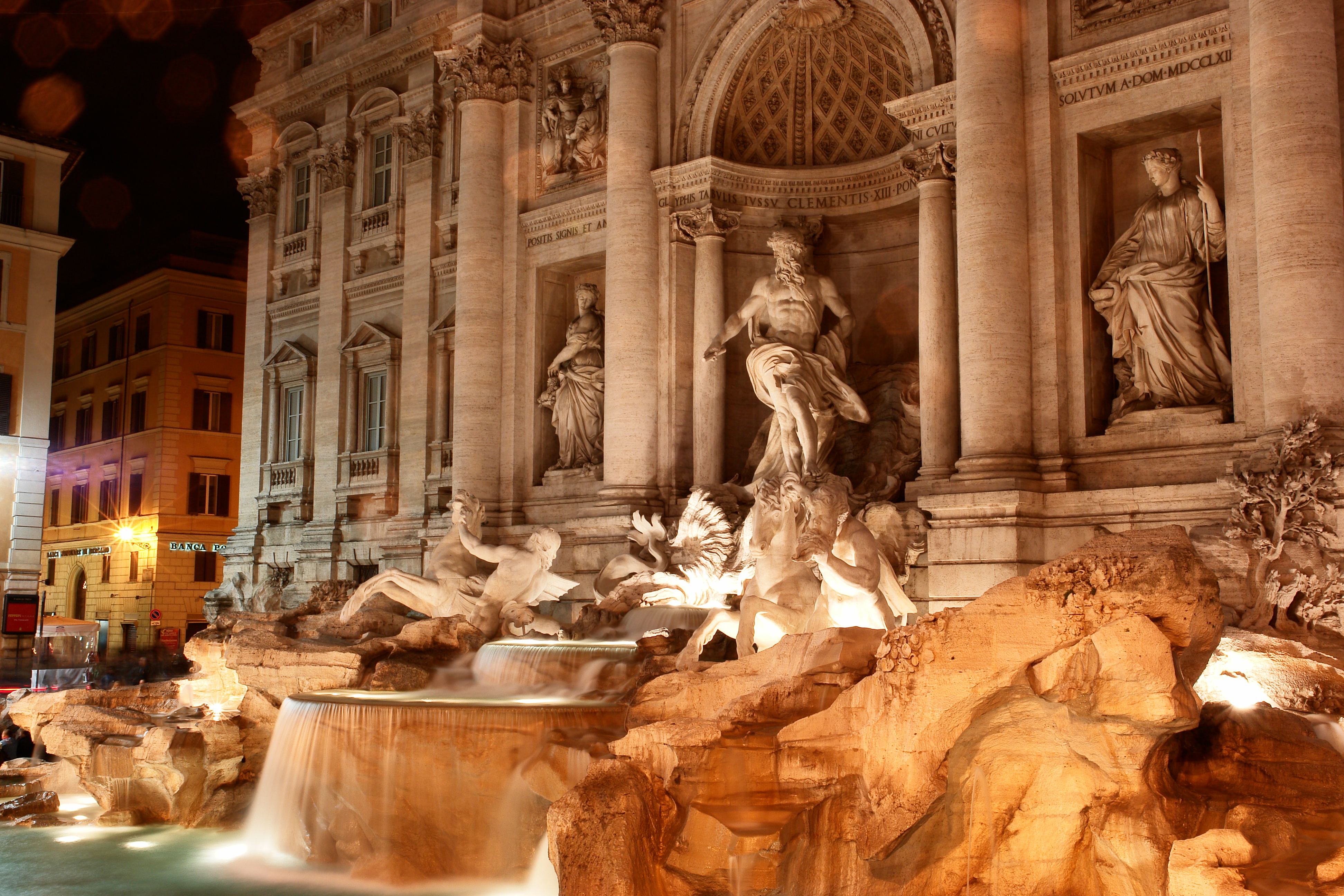
Fontana di Trevi

Le più grandi fontane romane sono quelle monumentali, la maggior parte delle quali sono state fatte costruire dai Papi all'inizio dell'età moderna: la fontana di Trevi, la fontana dell'Acqua Felice (o del Mosè), le Quattro Fontane, la fontana della Barcaccia, la fontana dei Quattro Fiumi, la fontana del Nettuno e la fontana delle Naiadi (quest'ultima, però, costruita nel 1901).
Numerose sono anche le fontane ornamentali: la fontana del Tritone e la fontana delle Api, opere di Gian Lorenzo Bernini, la fontana delle Tartarughe e la fontana del Babuino, facente parte delle cosiddette statue parlanti di Roma.
Esistono anche numerose fontane e fontanili fuori o addossate alle mura o lungo il percorso degli acquedotti, circa 2.500 fontanelle sparse per tutta la città e fontane di recente costruzione (la fontana nella nuova piazza Romana all'Acquedotto Alessandrino, la fontana di piazza Capelvenere ad Acilia, la fontana nuova di piazza San Cosimato a Trastevere e la fontana nuova dell'Ara Pacis).

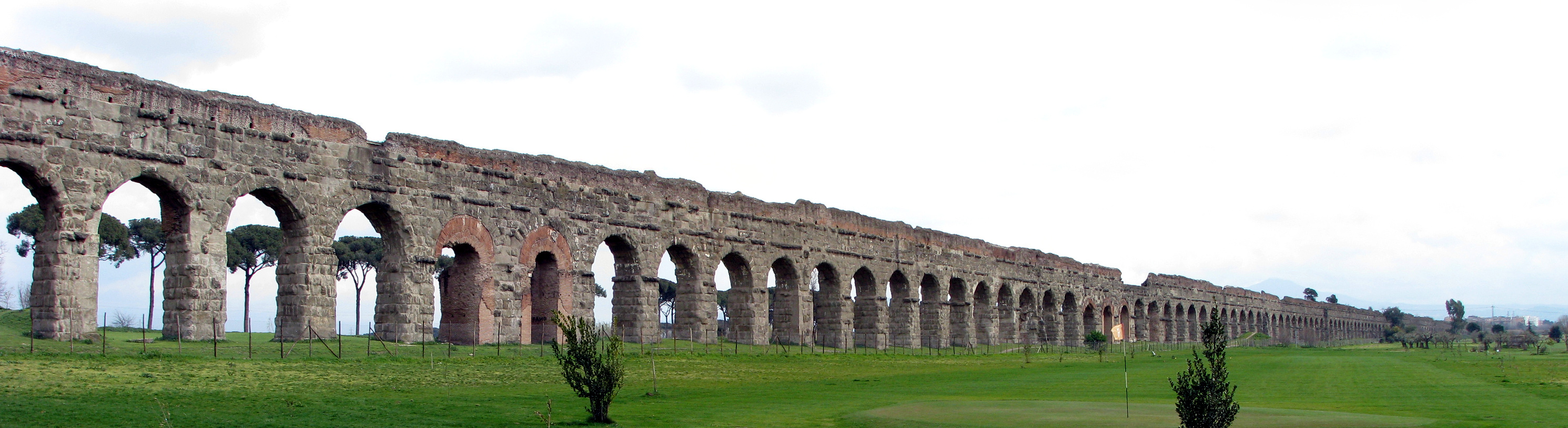
Vista panoramica dell'acquedotto Claudio nei pressi di via Lemonia, quartiere Appio Claudio

## Acquedotti
Già in età antica venne realizzata un'efficiente rete di condotte idriche grazie alla costruzione di numerosi acquedotti: nell'arco di cinque secoli, la sua lunghezza complessiva arrivò a misurare circa 350 km.
Gli acquedotti costruiti in epoca romana sono l'Appio, l'Anio vetus, l'Aqua Marcia, l'Aqua Tepula, l'Aqua Iulia, l'Aqua Virgo, l'Aqua Alsietina, l'Aqua Claudia, l'Anio novus, l'Aqua Traiana e l'Aqua Alexandrina. In età moderna, i Papi fecero restaurare gli antichi acquedotti romani e ne fecero costruire altri, come l'Acqua Felice. Nel Novecento, infine, vennero realizzati l'acquedotto del Peschiera-Capore e l'acquedotto Appio-Alessandrino.

## Ponti

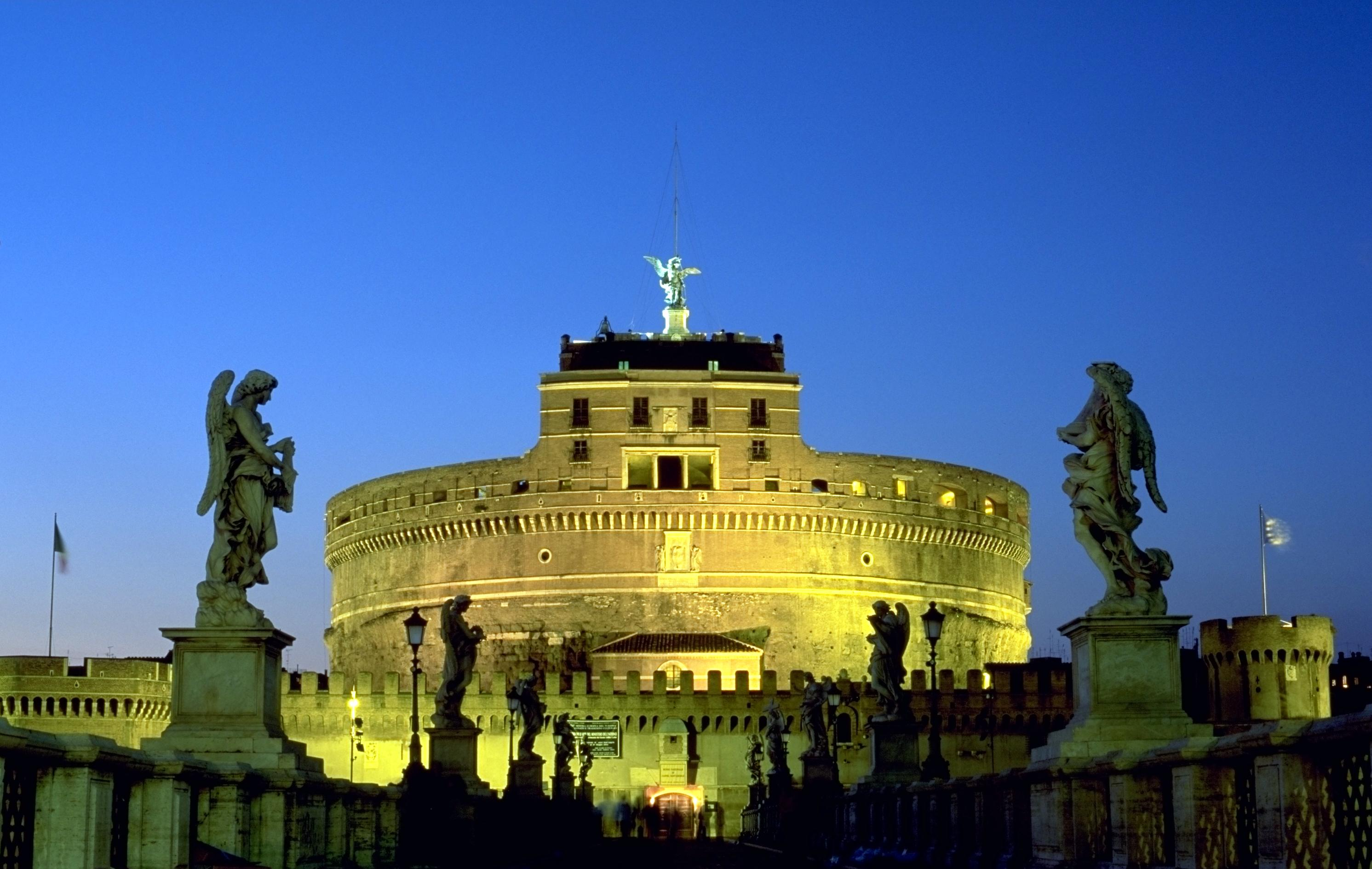
Ponte Sant'Angelo, che conduce all'omonimo castello

I primi ponti di Roma, realizzati dopo la conquista del lato sinistro del Tevere, furono costruiti in legno, pronti ad essere distrutti in caso di attacco nemico. Il primo ponte in muratura, infatti, venne realizzato nel II secolo a.C.: si tratta del ponte Milvio, sito nel punto in cui convergevano tre importanti vie consolari settentrionali (la via Flaminia, la via Cassia e la via Clodia).
Al Tevere i Romani attribuivano carattere sacro, di conseguenza anche i suoi ponti erano qualcosa di particolare, tanto che i costruttori di ponti, i Pontifices (da pontem facere), avevano funzioni sacerdotali (la maggior parte dei ponti romani sono stati fatti costruire da Pontefici, cioè da Papi).
Oggi nell'area urbana di Roma esistono 28 ponti che attraversano il Tevere; altri sono stati costruiti per l'attraversamento del fiume Aniene.

## Archi

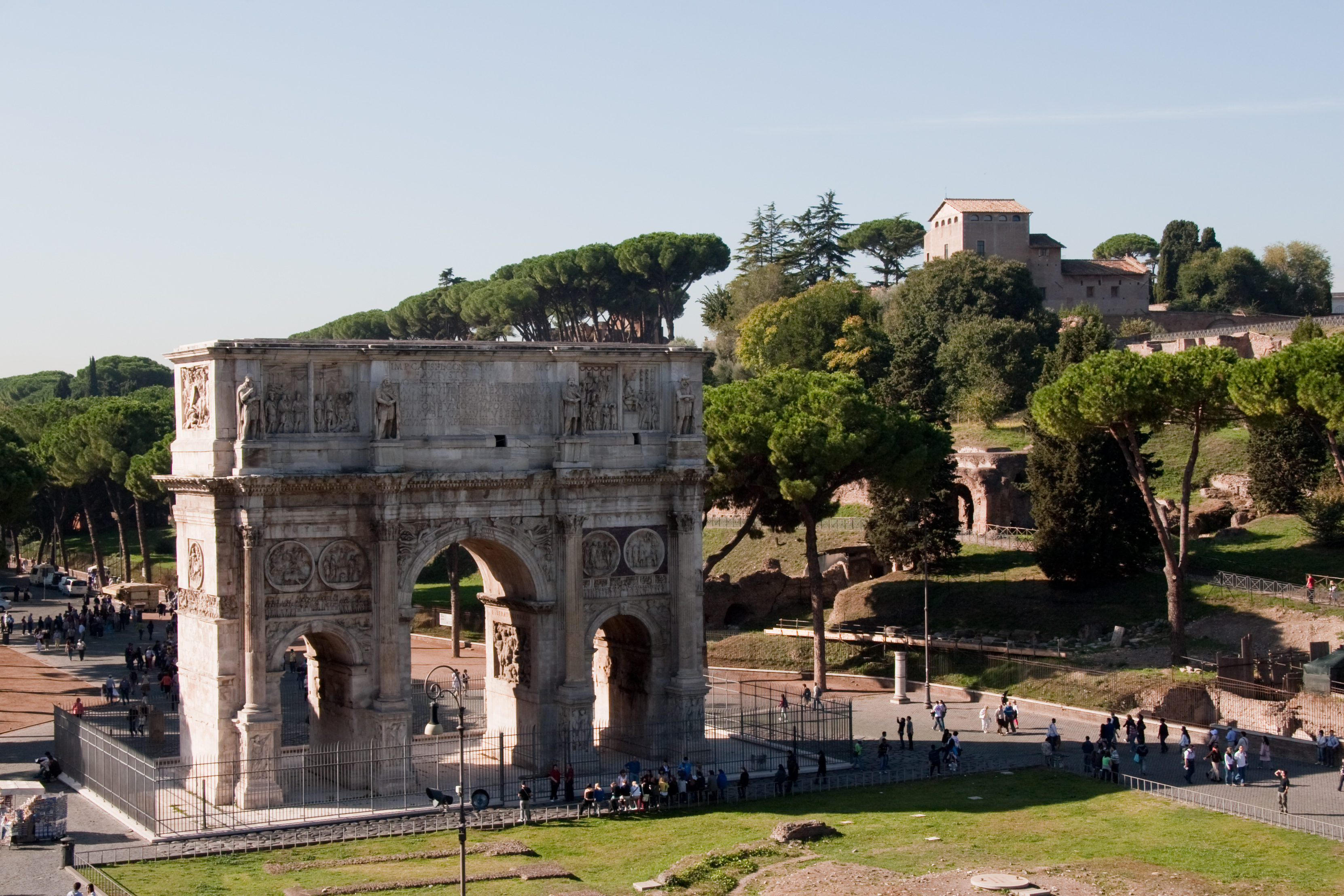
L'arco di Costantino

## Stadi antichi
- Colosseo
- Circo massimo